# Григорий (Леу)
Епи́скоп Григо́рий (рум. Episcopul Grigorie, в миру Георге Леу, рум. Gheorghe Leu; 2 мая 1881 — 1 марта 1949) — епископ Румынской православной церкви, епископ Хушский.

## Биография
Родился 2 мая 1881 года в селе Цуцкани в жудеце Васлуй. Обучался низшей семинарии в Романе и в 1897—1901 годы высшей семинарии им. Вениамина Костаки в Яссах.
В 1904—1910 год служил приходским священником в Оанке, жудец Галац. В 1906—1910 годы обучался на богословском факультете в Бухаресте.
В 1910—1916 годы преподаватель «Центральной» семинарии в Бухаресте. В 1916—1919 годы — военный священник. С помощью патриарха Мирона (Кристя) и митрополита Пимена (Георгеску) священник Григорий Леу превратил военную больницу в богословскую школу, тем самым подготовив несколько выпусков священников. В 1918 году отправляется в Кишинёв, главный город Бессарабии, которая тогда была присоединена к Румынии, где много трудится для создания Богословского факультета.
В 1924 году ушёл с поста директора семинарии им. епископа Мелхиседека в Измаиле и перешёл работать заместителем директора Молдавской митрополии.
За свою духовную и культурную трудность, был избран викарным архиереем Ясской архиепископии с титулом «Ботошанский». 28 декабря того же года состоялась его епископская хиротония, которую совершили: митрополит Молдавский Пимен (Джорджеску), епископ на покое Никодим (Мунтяну), епископ Хушский Иаков (Антонович) и епископ Нижнедунайский Косма (Петрович). В 1925 году избран членом Священного Синода Румынской православной церкви.
30 апреля 1936 года был избран епископом Арджешским. 7 июня того же года состоялась его интронизация.
11 июня 1940 года избран епископом Хушскими. 28 июля того же года состоялась его интронизация. В составе Хушской епархии было несколько жудецов за Прутом: Кагул, Белгород-Днестровский, Измаил.
В сентябре 1948 года коммунистические власти приняли закон, согласно которому церкви не могли иметь административно-канонические единицы c числом верующих менее 750 000. Таким образом, государство вооружилось законодательными нормами, которые применили бы к принятию новых уставов культов. Епископ Григория, зная об планах государства, надеялся сохранить свою епархию. Вероятно, обращение Министерства Культов, объявляющее об этом, вызвало у него сильную боль в душе. Он отправился в Бухарест, где выразил желание отказаться от епархиального места в обмен на сохранение епархии. Он не был принят, его даже ругал Петру Гроза на том основании, что его сын, Виктор Леу, выступает по радио в Лондоне против коммунистической власти. В итоге 23 февраля 1949 года Хушская епархия была упразднена.
Вернувшись в Хуши, епископ Григорий Леу умер 1 марта 1949 года и похоронен за алтарем епископского собора в Хуши.